# Chopda
Pour les articles homonymes, voir Chopda (homonymie).
Chopda, est une ville et un conseil municipal du district de Jalgaon dans l'État indien du Maharashtra. Lors du recensement de l'Inde de 2011, sa population s'élève à 72 783 habitants.